# Gornje Gare
Gornje Gare (cirill betűkkel Горње Гаре) egy falu Szerbiában, a Jablanicai körzetben, Crna Trava községben.

## Népesség
- 1948-ban 706 lakosa volt.
- 1953-ban 626 lakosa volt.
- 1961-ben 585 lakosa volt.
- 1971-ben 561 lakosa volt.
- 1981-ben 393 lakosa volt.
- 1991-ben 164 lakosa volt
- 2002-ben 80 lakosa volt,[1] akik mindannyian szerbek.[2]